# James Duval

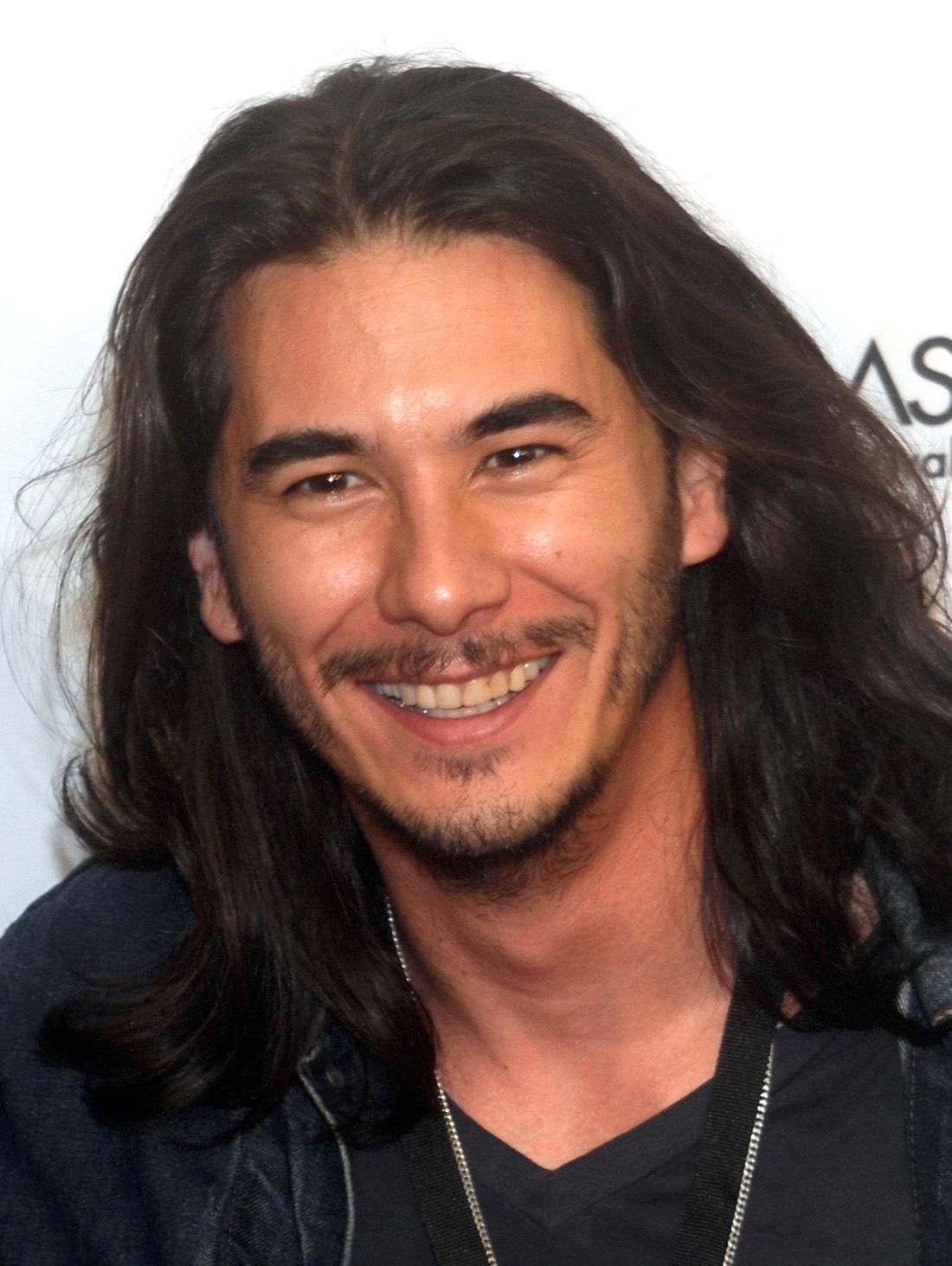
James Duval

James Duval (* 10. September 1972 in Detroit, Michigan, USA) ist ein US-amerikanischer Schauspieler und Musiker.
James Duval besuchte in den Jahren 1986 bis 1989 die Gladstone High School in Covina Kalifornien. Bekannt wurde Duval durch seine Hauptrollen in der Teen Apocalypse Trilogy des Regisseurs Gregg Araki. Seine Rollen in dieser queeren Trilogie spiegeln Duvals offen gelebte Bisexualität wider. Neben zahlreichen Independent-Filmen spielte er 1996 eine Nebenrolle als Miguel in dem Hollywood-Film Independence Day. Sein Schaffen umfasst mehr als 140 Film und Fernsehproduktionen.
Duval ist Gitarrist der Antoneus Maximus & The Nuthouze Band.

## Filmografie (Auswahl)
- 1993: An Ambush of Ghosts
- 1993: Totally Fucked Up
- 1994: Mod Fuck Explosion
- 1995: The Doom Generation
- 1996: Independence Day
- 1997: Dark Moments – Im Angesicht des Todes (River Made to Drown In)
- 1997: Nowhere
- 1998: Wild Horses
- 1998: Stamp and Deliver
- 1998: The Clown at Midnight
- 1998: Hotel Alexandria (Miniserie)
- 1998: How to Make the Cruelest Month
- 1998: Punk! (SLC Punk!)
- 1999: Go
- 1999: The Weekend
- 2000: This Is How the World Ends (Fernsehfilm)
- 2000: Nur noch 60 Sekunden (Gone in 60 Seconds)
- 2001: Amerikana
- 2001: Donnie Darko
- 2001: The Doe Boy
- 2001: The Tag (Kurzfilm)
- 2001: A Galaxy Far, Far Away (Dokumentation)
- 2002: Comic Book Villains
- 2002: May
- 2002: Scumrock
- 2003: Pledge of Allegiance
- 2004: Window Theory
- 2004: Frog-g-g!
- 2004: Open House
- 2005: Venice Underground
- 2005: Chasing Ghosts – Blutige Spuren (Chasing Ghosts)
- 2005: Standing Still – Blick zurück nach vorn (Standing Still)
- 2006: The Iron Man
- 2006: Mad Cowgirl
- 2006: Pancho and Lefty (Kurzfilm)
- 2007: Kush
- 2007: Numb (Kurzfilm)
- 2007: The Pacific and Eddy
- 2007: Luck of the Draw (Kurzfilm)
- 2008: The Art of Travel
- 2008: Pox
- 2008: Toxic
- 2008: Evilution
- 2009: Saw Executioner (Cornered!)
- 2009: Thirsty (Kurzfilm, Stimme)
- 2009: 2 Dudes and a Dream
- 2009: Penance – Sie zahlen für ihre Sünden (Penance)
- 2009: The Black Waters of Echo’s Pond
- 2010: Now Here
- 2010: Everything Will Happen Before You Die
- 2010: Caller ID
- 2010: Kaboom
- 2011: Alyce – Außer Kontrolle (Alyce)
- 2011: Not Another Not Another Movie
- 2012: Sushi Girl
- 2017: The Abduction of Jennifer Grayson
- 2014: Hercules Reborn
- 2019: Now Apocalypse (Fernsehserie, vier Folgen)